# Perfume (bài hát của Britney Spears)
"Perfume" là một bài hát của nghệ sĩ thu âm người Mỹ Britney Spears nằm trong album phòng thu thứ tám của cô, Britney Jean (2013). Nó được sáng tác bởi Spears, Sia Furler và Christopher Braide, trong khi phần sản xuất được đảm nhiệm bởi will.i.am and co-produced by Keith Harris và Braide. Bài hát được phát hành như là đĩa đơn thứ hai và cũng là cuối cùng từ album vào ngày 4 tháng 11 năm 2013 bởi RCA Records. Đây là một bản synthpop và power ballad, với những ảnh hưởng của âm nhạc những năm 1980. Spears tiết lộ rằng bài hát nói về cuộc chia tay giữa cô với vị hôn phu cũ, Jason Trawick, vào đầu năm 2013.
Bài hát không đạt được thành công thương mại sau khi phát hành, đạt vị trí thứ 76 trên Billboard Hot 100 của Mỹ và lọt vào top 70 ở Úc, Canada và Ireland. Spears cũng đã biểu diễn "Perfume" trong chương trình biểu diễn cư trú của cô ở Las Vegas, Britney: Piece of Me (2013-15).

## Danh sách bài hát
- Tải kĩ thuật số

1. "Perfume" – 3:59

## Xếp hạng
| Bảng xếp hạng (2013)                            | Vị trí cao nhất |
| ----------------------------------------------- | --------------- |
| Australia (ARIA)                                | 61              |
| Áo (Ö3 Austria Top 40)                          | 69              |
| Bỉ (Ultratip Flanders)                          | 11              |
| Bỉ (Ultratop 50 Wallonia)                       | 41              |
| Brazil (Billboard Brasil Hot 100)               | 82              |
| Brazil Hot Pop Songs                            | 31              |
| Canada (Canadian Hot 100)                       | 70              |
| Pháp (SNEP)                                     | 34              |
| Trường songid là BẮT BUỘC CHO BẢNG XẾP HẠNG ĐỨC | 78              |
| Ireland (IRMA)                                  | 36              |
| Lebanon (Lebanese Top 20)                       | 9               |
| Hà Lan (Single Top 100)                         | 100             |
| South Korea International (Gaon)                | 6               |
| Tây Ban Nha (PROMUSICAE)                        | 13              |
| Thụy Sĩ (Schweizer Hitparade)                   | 74              |
| Hoa Kỳ Billboard Hot 100                        | 76              |
| Hoa Kỳ Pop Airplay (Billboard)                  | 22              |